# Сорокевич Іван
Іван Сорокевич (6 червня 1899 р., с. Боднарка, ґміна Ліпінкі Горлицького повіту Малопольського воєводства — † 29 січня 1918, с. Крути, Ніжинський район, Чернігівська область) — учасник бою під Крутами.

## Біографія
Народився 6 червня 1899 році в лемківському селі Боднарка в Польщі у греко-католицькій священичій родині. Був сином о. Івана Сорокевича та його дружини Костянтини. Навчався в українській гімназії в Перемишлі. 

У 1914 році його батька ув'язнили у Талергофі. Наступного року уже російська окупаційна влада вивезла усю родину Івана - маму, сестер Меланію та Ірину та брата Володимира (за винятком брата Роман (на  той час уже був у австро-угорському війську) та батька, який був ще у Талергофі) - до Таганрога, а згодом до Ростова на Дону. Там Іван навчався, однак був виключений з навчального закладу разом з братом Володимиром за участь в таємній українській організації. 
З проголошенням УНР переїхав до Києва. Продовжив навчання у 2-ій Українській гімназії імені Кирило-Мефодіївського товариства в Києві. Будучи учнем 7 класу, взяв участь в бою під Крутами. Разом з 27 крутянцями був захоплений в полон і розстріляний більшовиками. Перепохований разом із іншими студентами-вояками на Аскольдовій Могилі у Києві 19 березня 1918 року.

## Вшанування пам'яті
- У 2011 році в Перемишлі на стіні школи, в якій навчалися Іван Сорокевич та Григорій Піпський, відкрито пам'ятний знак з їхніми фотографіями та цитатою Павла Тичини: «Понад все вони любили свій коханий край»[5].